# 미타카역
미타카역(일본어: 三鷹駅, みたかえき)은 일본 도쿄도 미타카시에 있는 JR 동일본 주오 쾌속선 및 주오·소부 완행선(주오 본선)의 철도역이다. 역의 정식 소재지는 미타카시이다.
각역정차(소부 선 직결, 도자이 선 직결) 열차는 이 역까지 운행한다.
또한, 여러 종류의 특급열차가 정차하는 역이다. (단, 슈퍼 아즈사는 항상 통과한다.)

## 역 구조
| 1    | 주오·소부 완행선           | 기치조지 · 나카노 · 신주쿠 · 오차노미즈 · 긴시초 · 후나바시 · 지바 방면      |
| 1    | ○도자이선 직통             | 나카노・오테마치・니시후나바시・도요 가쓰타다이 방면                         |
| 1    | ■주오 선（각역정차）       | 다치카와・하치오지・다카오 방면（이른아침・심야）                            |
| 2    | 주오・소부 선 （각역정차） | 나카노・신주쿠・오차노미즈・긴시초・지바 방면                                |
| 2    | ○도자이선 직통             | 나카노・오테마치・니시후나바시・도요 가쓰타다이 방면                         |
| 2    | ■주오 선（각역정차）       | 나카노・신주쿠・오차노미즈・도쿄방면（이른아침・심야）                       |
| 3・4 | 주오 선（쾌속）            | 다치카와・하치오지・다카오・오쓰키・오메・고후 방면（3번 타는 곳은 대피 선） |
| 5・6 | 주오 선（쾌속）            | 나카노・신주쿠・오차노미즈・도쿄방면（5번 타는 곳은 대피 선）                |

## 인접역
| 동일본 여객철도 주오 본선                     | 동일본 여객철도 주오 본선 | 동일본 여객철도 주오 본선      |
| --------------------------------------------- | ------------------------- | ------------------------------ |
| JC 06 나카노1 도쿄 방면                       | 주오 쾌속선 특별쾌속      | JC 16 고쿠분지 다카오 방면     |
| JC 11 기치조지 도쿄 방면                      | 주오 쾌속선 통근쾌속      | JC 16 고쿠분지 다카오 방면     |
| JC 11 기치조지 도쿄 방면                      | 주오 쾌속선 쾌속          | JC 13 무사시사카이 다카오 방면 |
| JB 02 기치조지 지바 방면                      | 주오 · 소부 선 각역정차   | 시·종착역                      |
| 1. 신주쿠 발착의 열차는 나카노 역을 통과한다. |                           |                                |